# Jules Supervielle
Jules Louis Supervielle (Montevideo, 16 gennaio 1884 – Parigi, 17 maggio 1960) è stato un poeta e traduttore francese.

## Biografia
Ai primi versi del 1900 fece seguire una lunga serie di raccolte, da Débarcadères (Sbarcaderi, del 1922) a Oublieuse memoire (Memoria obliosa, del 1949) oltre ad opere narrative e teatrali di un certo spessore, quali Le voleur d'enfants, Il ladro di ragazzi, del 1926.
La sua poesia sfiora a volte i modi del surrealismo, ma principalmente esprime, in temi elementari e forme molto semplici, un sentimento di stupore cosmico.
Per l'insieme della sua opera letteraria ricevette nel 1955 il Gran premio di letteratura dell'Accademia francese.

## Opere

### Raccolte di poesie
- Les Poèmes de l'humour triste, del 1919
- Débarcadères - Sbarcaderi, del 1922 e del 1956, seguito da Gravitations, del 1925.
- Le Forçat innocent - Il forzato innocente, del 1930, seguito da Amis inconnus - L'amico sconosciuto, del 1934.
- La Fable du monde - La favola del mondo, del 1938, seguito da Oublieuse mémoire - Memoria obliosa, del 1949.
- A la nuit - La notte, del 1947, poi 1956.
- Naissances, seguito da En songeant à un art poétique, del 1951.
- L'Escalier, del 1956.
- Le Corps tragique, del 1959.

### Racconti e novelle
- L'Enfant de la haute mer, del 1931.
- L'Arche de Noé - L'Arca di Noè, del 1938.
- Les B.B.V., del 1949.
- Premiers pas de l'univers - I primi passi dell'universo, del 1950.

### Romanzi
- L'Homme de la pampa - L'uomo della pampa, del 1923 e 1951.
- Le Voleur d'enfants - Il ladro di ragazzi, del 1926.
- Le Survivant, del 1928.
- Le Jeune Homme du dimanche et des autres jours, del 1952 e 1955.

### Lavori teatrali
- La Belle au bois - La Bella del bosco, del 1932 e 1947.
- Bolivar, del 1936 e 1955.
- Robinson, del 1948.
- Shéhérazade, del 1949.

### Autobiografia
- Boire à la source, Confidences - Bere alla sorgente, Confidenze, del 1933 e 1951.